# Štěpán Císař Beránek
Štěpán Císař Beránek (* 1982 Praha) je český sochař, absolvent Akademie výtvarných umění v Praze (2001–2007), patří mezi výrazné autory současné české figurální plastiky. Jeho tvorba osciluje mezi realismem a expresivní stylizací, často s přesahem do symboliky a duchovních významů. Typické jsou pro něj výrazné figurální objekty, zvířecí motivy a práce s tělesností – přičemž se nebojí kombinovat tradiční sochařské materiály s netradičními prvky jako textil, plast nebo sklo.
V jeho dílech se prolínají témata touhy, zranitelnosti, spirituality i ironie. V instalacích jako Oltář největší lásky nebo vlk se srstí ze střepů tematizuje polaritu lidské zkušenosti – ochranu versus bolest, posvátno versus profánno, něhu versus agresi. Výtvarnou hravost propojuje s existenciální hloubkou a vytváří "sochařské situace", které překračují pouhou vizuální estetiku.
Beránek vystavuje pravidelně v Česku i zahraničí (Praha, Lipsko, Londýn, Florencie) a věnuje se také intervencím ve veřejném prostoru. Žije a pracuje v Praze.